# 今田良信
今田 良信（いまだ よしのぶ、1956年9月12日 - ）は、日本の言語学者。日本ロマンス語学会理事、西日本言語学会運営委員長。フランス語の共時的・通時的研究、日仏英対照研究などを中心に研究。

## 来歴
- 1979年 - 広島大学文学部文学科言語学専攻卒業
- 1981年 - 同大学大学院文学研究科博士課程前期言語学専攻修了
- 1984年 - 同研究科博士課程後期言語学専攻単位取得退学、広島大学文学部助手
- 1995年 - 同助教授
- 2001年 - 広島大学大学院文学研究科助教授
- 2003年 - 同教授
- 2022年 - 同定年退職

## 専門分野
- 古フランス語における文法諸問題の実証的研究
- ラテン語ないし古フランス語から現代フランス語までの通時的研究
- 現代フランス語の共時的研究
- 日仏両語及び英仏両語の対照研究

## 著書
- 『古フランス語における語順研究－13世紀散文を資料体とした言語の体系と変化－』（渓水社・2002年）
- 『エネアス物語』（共訳）（渓水社・2000年）